# Højby Kirke (Odense Kommune)
 For alternative betydninger, se Højby Kirke. (Se også artikler, som begynder med Højby Kirke)
Højby Kirke er en kirke i Højby Sogn i Odense Kommune, den ligger i landsbyen Højby i den sydøstlige udkant af Odense.
Landsbyen er nævnt første gang omkring 1400-tallets midte, men kirken tilsyneladende først 1524-26, da den betalte 15 mark ved landehjælpen. Der er dog tale om en lidt ældre, gotisk kirke.
Efter reformationen 1536 var den Kronens eje frem til 1687, da den blev afhændet til kancelliråd Vilhelm Mule og assessor Jørgen Landorph. De solgte kirken videre 1690 til professor Lorentz Edinger og må derfra være kommet i svigerfamiliens eje, for 1715 solgte Birgitte Bircherod den til Margrethe Elisabeth Rosenvinge til Hollufgård. Herefter lå kirken til herregården frem til 1872. 1882 var den ejet af kammerjunker Lützen til Henriettelyst og den overgik til selveje 1909.
I middelalderen og atter 1555-1803 var kirken annekteret til Skt. Hans Kirke i Odense og betjentes i al fald i sidstnævnte periode af dennes kapellan. 1803-1973 var den anneks til Nørre Lyndelse Kirke.

## Bygning
Den lille kirke er i sin kerne en gotisk teglstensbygning, muligvis fra o. 1400. Af denne er kun bevaret skibets langmure og dele af vestmuren med dens ombyggede gavltrekant. Senere i 1400-tallet blev der tilføjet et tårn i vest og et våbenhus ud for syddøren. Koret blev nedrevet og kirken omdannet til langhus i slutningen af middelalderen. O. 1728 blev kirken ombygget og det flade loft omdannet til tøndehvælv, mens gavlene blev givet svungne barokkonturer og et gravkapel for Rosenvingeslægten blev opført ud for skibets gamle norddør.

## Inventar
Den eneste bevarede middelalderlige inventargenstand er den enkle døbefont af såkaldt "Højbytype", som er ganske udbredt på Odenseegnen. Alterstagerne er sengotiske (o. 1550) og prædikestolen fra 1578 og skænket af Hans Ibsen og Per Hvidt med indskrifter, der på latin minder menigheden om at lytte til prædikenen ("Hele jorden skal være stille for Herrens ansigt, Hab 2.20" og "Menneskelige stemmer skal tie når de guddommelige lyder"). Den jernbundne kirkedør er fra 1652 og en lysekrone stammer fra samme århundrede.
En stor, 16-armet lysestage er skænket af kirkeejer Margrethe Elisabeth Rosenvinge, der også har skænket altersættet fra 1752 udført af Willads Christensen Berg, Odense, samt en altertavle fra 1753, der nu er opsat nede i kirken. Dennes altermaleri er nu en kopi efter Karel III van Manders Gravlæggelsen fra 1721 til Nyborg Kirke (forsvundet) og blev skænket 1826.
Kirkens nuværende altertavle er opstillet 1937 og rummer et maleri af Anna E. Munch, Frederiksberg, af Jesus og børnene.

## Gravminder
De bevarede gravminder vidner om kirkens nære tilknytning til Hollufgård i 1700- og 1800-tallet. I selve kirken er bevaret gitret til det gravkapel, Margrethe Elisabeth Rosenvinge lod indrette 1728 i en ny bygning på skibets nordside. Talrige kisteplader fra kapellet er nu på Højby Lokalhistoriske Arkiv. På kirkegården står endvidere et monument over kirkeejer Hans Langkilde til Hollufgård og en mindesten over familierne Rosenvinge og von Heinen, hvor deres kister - i alt 15 kister - fra førnævnte gravkapel blev nedsat 1908.

## Eksterne kilder og henvisninger
- Højby Kirke hos KortTilKirken.dk
- Højby Kirke hos danmarkskirker.natmus.dk (Danmarks Kirker, Nationalmuseet)

- Wikimedia Commons har flere filer relateret til Højby Kirke (Odense Kommune)